# Stanislaw Angelow
Stanislaw Angelow [stanisɫaf angɛɫɔf] (bulgarisch Станислав Ангелов, engl. Transkription Stanislav Angelov; * 12. April 1978 in Sofia) ist ein ehemaliger bulgarischer Fußballspieler. Er bestritt insgesamt 298 Spiele in der bulgarischen A Grupa, der deutschen Bundesliga, der rumänischen Liga 1 und der zyprischen First Division. In den Jahren 2002, 2006 und 2007 gewann er die bulgarische Meisterschaft.

## Karriere
Angelow, der meist als rechter Außenverteidiger eingesetzt wird, stammt aus der Fußballschule von ZSKA Sofia, wo ihm 1998 der Sprung in den Profikader gelang. Zu Beginn der Saison 2001/02 wechselte der Allrounder zu Lewski Sofia, wo er in 127 Ligaspielen neun Tore erzielte.
Zur Spielzeit 2007/08 wechselte Angelow nach Deutschland, wo er bei Energie Cottbus einen bis 2010 datierten Vertrag unterschrieb. Sein erstes Spiel für den damaligen deutschen Erstligisten war am 19. August 2007 bei der 2:1-Niederlage gegen den VfL Bochum. Sein erstes Tor für den FC Energie Cottbus war am 1. Dezember 2007 beim 2:0-Sieg gegen den Karlsruher SC. 2009 stieg er mit Energie Cottbus in die zweite Liga ab.
Ab Sommer 2010 stand Angelow im Dienst des rumänischen Fußballvereins Steaua Bukarest. Nachdem er in der Hinrunde der Saison 2010/11 nur selten eingesetzt worden war, wechselte er in der Winterpause zu Anorthosis Famagusta nach Zypern.
Nach mehr als einem Jahr auf Zypern kehrte Angelow im Sommer 2012 in seine Heimat zu seinem ehemaligen Verein Lewski Sofia zurück. Dort beendete er im Jahr 2014 seine Karriere.
Angelow kann neben seiner angestammten Position als rechter Außenverteidiger auch rechts oder defensiv im Mittelfeld sowie als Innenverteidiger agieren.

### Nationalmannschaft
Stanislaw Angelow war von 2006 bis 2011 Nationalspieler Bulgariens. Sein erstes Spiel für die Auswahl seines Landes bestritt er beim Kirin Cup 2006.

## Titel und Erfolge
Levski Sofia
- Bulgarischer Meister: 2002, 2006, 2007
- Bulgarischer Pokalsieger: 2002, 2003, 2005, 2007